# Origem evolutiva da religião
A origem evolutiva da religião e o comportamento religioso são um campo de estudo relacionado à psicologia evolutiva, à origem da linguagem e à mitologia, bem como à comparação intercultural da antropologia da religião. Alguns temas de interesse incluem a Religião Neolítica, evidências de espiritualidade ou comportamento cultual no Paleolítico Superior e semelhanças no comportamento dos grandes símios.

## Comportamento religioso em não-humanos
Os parentes vivos mais próximos da humanidade são os chimpanzés comuns e os bonobos. Esses primatas compartilham um ancestral comum com os humanos, que viveu entre seis e oito milhões de anos atrás. Por esse motivo, os chimpanzés e bonobos são considerados os melhores substitutos disponíveis para esse ancestral. Barbara King defende que, embora os primatas não humanos não sejam religiosos, eles exibem alguns traços que teriam sido necessários para a evolução da religião. Tais traços incluem alta inteligência, capacidade de comunicação simbólica, senso de normas sociais e a percepção da continuidade do si mesmo.
Elefantes realizam rituais para os seus mortos. Demonstram longos períodos de silêncio e luto no momento da morte; posteriormente, os elefantes retornam aos locais de sepultamento e acariciam os restos mortais. Há evidências que sugerem que muitas espécies manifestam luto pela morte e pela perda.

## Pré-requisitos relevantes para a religião humana

### Aumento do tamanho do cérebro
Nesse conjunto de teorias, a mente religiosa é uma consequência de um cérebro suficientemente grande para formular ideias religiosas e filosóficas. Durante a evolução humana, o cérebro dos hominídeos triplicou de tamanho, atingindo seu ápice há 500.000 anos. Grande parte dessa expansão ocorreu no neocórtex. Presume-se que o neocórtex seja responsável pelos cálculos neurais subjacentes a fenômenos complexos como percepção, pensamento, linguagem, atenção, memória episódica e movimentos voluntários. De acordo com a teoria de Dunbar, o tamanho relativo do neocórtex de qualquer espécie correlaciona-se com o nível de complexidade social dessa espécie. O tamanho do neocórtex correlaciona-se com diversas variáveis sociais, incluindo o tamanho dos grupos e a complexidade dos comportamentos de acasalamento. Em chimpanzés, o neocórtex ocupa 50% do cérebro, enquanto em humanos modernos ocupa 80%.
Robin Dunbar defende que o evento crítico na evolução do neocórtex ocorreu com a especiação dos hominídeos arcaicos há cerca de 500.000 anos. Seu estudo indica que somente após esse evento o neocórtex se tornou grande o suficiente para processar fenômenos sociais complexos, como a linguagem e a religião. O estudo baseia-se em uma análise de regressão do tamanho do neocórtex em relação a diversos comportamentos sociais de hominídeos, vivos e extintos.
Stephen Jay Gould sugere que a religião pode ter surgido a partir de mudanças evolutivas que favoreceram cérebros maiores como meio de consolidar a coesão grupal entre caçadores das savanas, depois que esse cérebro ampliado possibilitou a reflexão sobre a inevitabilidade da mortalidade pessoal.

### Uso de ferramentas
Lewis Wolpert defende que as crenças causais decorrentes do uso de ferramentas desempenharam um papel fundamental na evolução da crença. A fabricação de ferramentas complexas exige a criação de uma imagem mental de um objeto que não existe naturalmente antes de se produzir o artefato. Além disso, é preciso compreender como a ferramenta seria utilizada, o que requer entendimento da causalidade. Wolpert sustenta que o uso de ferramentas compostas por mais de um componente, como machados manuais, representa a capacidade de compreender causa e efeito. Contudo, estudos recentes com outros primatas indicam que a causalidade pode não ser uma característica exclusivamente humana. Por exemplo, sabe-se que chimpanzés conseguem escapar de recintos fechados com múltiplas travas, o que antes se pensava ser possível somente para humanos capazes de compreender a causalidade. Os chimpanzés também são conhecidos por lamentar os mortos e notar aspectos de valor meramente estético, como o pôr do sol, ambos passíveis de serem considerados componentes da religião ou espiritualidade.
A diferença entre a compreensão da causalidade por humanos e chimpanzés é de grau. O nível de compreensão em um animal depende do tamanho do córtex pré-frontal: quanto maior esse córtex, mais profunda é a compreensão.

### Desenvolvimento da linguagem
A religião requer um sistema de comunicação simbólica, como a linguagem, para ser transmitida de um indivíduo para outro. Philip Lieberman afirma: "o pensamento religioso humano e o senso moral repousam claramente sobre uma base cognitivo-linguística."
A partir desse pressuposto, o escritor científico Wade, Nicholas expõe:  
"Como a maioria dos comportamentos encontrados em sociedades por todo o mundo, a religião deve ter estado presente na população humana ancestral antes da dispersão da África há 50.000 anos. Embora os rituais religiosos geralmente envolvam dança e música, eles também são muito verbais, pois as verdades sagradas precisam ser declaradas. Se assim for, a religião, pelo menos em sua forma moderna, não pode ser anterior ao surgimento da linguagem. Já se argumentou anteriormente que a linguagem atingiu seu estado moderno pouco antes do êxodo da África. Se a religião tivesse que aguardar a evolução da linguagem moderna e articulada, então ela também teria emergido pouco antes de 50.000 anos atrás."
Outra visão distingue a crença religiosa individual da crença religiosa coletiva. Enquanto a primeira não requer o desenvolvimento prévio da linguagem, a segunda exige. O cérebro humano individual precisa explicar um fenômeno para compreendê-lo e relacionar-se com ele. Essa atividade é muito anterior ao surgimento da linguagem e pode tê-la ocasionado. A teoria é que a crença no sobrenatural emerge de hipóteses assumidas arbitrariamente por indivíduos para explicar fenômenos naturais que, de outra forma, não teriam explicação. A necessidade resultante de compartilhar essas hipóteses individuais leva, eventualmente, à crença religiosa coletiva. Uma hipótese socialmente aceita torna-se dogmática, respaldada por sanções sociais.
A linguagem consiste em contrastes digitais cujo custo é essencialmente zero. Como convenções sociais puras, sinais dessa natureza não podem evoluir em um mundo social darwiniano — são uma impossibilidade teórica.  
Por sua natureza intrinsecamente pouco confiável, a linguagem funciona somente se for possível construir uma reputação de confiabilidade dentro de determinado tipo de sociedade — ou seja, uma sociedade onde fatos culturais simbólicos (por vezes chamados de "fatos institucionais") possam ser estabelecidos e mantidos por meio de endosso social coletivo.  
Em qualquer sociedade de caçadores-coletores, o mecanismo básico para estabelecer confiança em fatos culturais simbólicos é o ritual coletivo.
Transcendendo a dicotomia continuidade versus descontinuidade, alguns estudiosos veem o surgimento da linguagem como consequência de algum tipo de transformação social Segundo essa perspectiva, ao gerar níveis sem precedentes de confiança pública, liberou-se um potencial genético para a criatividade linguística que até então estava adormecido.  
Estudiosos dessa corrente apontam o fato de que até mesmo chimpanzés e bonobos possuem capacidades simbólicas latentes, que raramente – ou nunca – são utilizadas na natureza.  
Opondo-se à ideia de uma mutação súbita, esses autores argumentam que, mesmo que uma mutação aleatória instalasse um órgão da linguagem em um primata bípede em evolução, ele seria adaptativamente inútil sob todas as condições sociais conhecidas dos primatas. Uma estrutura social muito específica — capaz de sustentar níveis incomuns de responsabilidade e confiança pública — deve ter evoluído antes ou simultaneamente com a linguagem para que a dependência de "sinais baratos" (palavras) se tornasse uma estratégia evolutivamente estável. A natureza animista da linguagem humana primitiva poderia servir como um custo do tipo handicap, que ajudaria a assegurar a confiabilidade da comunicação. A atribuição de essência espiritual a tudo que cercava os primeiros humanos serviu como um mecanismo inato que proporcionava verificação instantânea e garantia a inviolabilidade do discurso.
Os sinais vocais dos animais são, em sua maioria, intrinsecamente confiáveis. Quando um gato ronrona, o sinal constitui evidência direta do estado de contentamento do animal. Esse sinal é confiável, não porque o gato seja inclinado à honestidade, mas porque ele simplesmente não consegue falsificar tal som. As vocalizações dos primatas podem ser um pouco mais manipuláveis, mas continuam confiáveis pela mesma razão — por serem difíceis de imitar.
A inteligência social dos primatas é considerada "maquiavélica" — egoísta e sem restrições morais. Macacos e símios frequentemente tentam enganar uns aos outros, mantendo-se simultaneamente em constante alerta para não serem vítimas de enganação.  
Paradoxalmente, teoriza-se que a resistência dos primatas à enganação impede a evolução de seus sistemas de comunicação em linhas semelhantes à linguagem. A linguagem é descartada, pois a melhor maneira de se proteger contra a enganação é ignorar todos os sinais, exceto aqueles que podem ser verificados instantaneamente. As palavras falham automaticamente nesse teste.

### Moralidade e vida em grupo
Frans de Waal e Barbara King defendem que a moralidade humana surgiu a partir da socialidade dos primatas. Embora a consciência moral possa ser uma característica exclusiva dos humanos, muitos animais sociais, como primatas, golfinhos e baleias, já demonstraram sentimentos pré-morais. Segundo Michael Shermer, as seguintes características são compartilhadas por humanos e outros animais sociais, especialmente os grandes símios:  

vínculo e apego, cooperação e ajuda mútua, simpatia e empatia, reciprocidade direta e indireta, altruísmo e altruísmo recíproco, resolução de conflitos e promoção da paz, enganação e detecção de enganação, preocupação comunitária e cuidado com o que os outros pensam de você, e consciência e resposta às regras sociais do grupo.
De Waal sustenta que todos os animais sociais tiveram que restringir ou alterar seu comportamento para que a vida em grupo fosse vantajosa. Sentimentos pré-morais evoluíram em sociedades de primatas como um método para conter o egoísmo individual e construir grupos mais cooperativos. Para qualquer espécie social, os benefícios de fazer parte de um grupo altruísta devem superar os benefícios do individualismo. Por exemplo, a falta de coesão grupal pode tornar os indivíduos mais vulneráveis a ataques de forasteiros. Pertencer a um grupo também pode aumentar as chances de encontrar alimento, como observado em animais que caçam em matilhas para dominar presas grandes ou perigosas.
Todos os animais sociais possuem sociedades hierárquicas nas quais cada membro conhece seu lugar. A ordem social é mantida por meio de regras de comportamento esperadas, e os membros dominantes aplicam a ordem através de punições. Além disso, primatas de ordem superior também demonstram senso de justiça.
Os chimpanzés vivem em grupos de fusão-fissão que, em média, têm 50 indivíduos. É provável que os primeiros ancestrais dos humanos tenham vivido em grupos de tamanho semelhante. Com base no tamanho das sociedades de caçadores-coletores existentes, os hominídeos do Paleolítico recente viveram em bandos de algumas centenas de indivíduos. À medida que o tamanho das comunidades aumentou ao longo da evolução humana, foi necessária uma imposição mais rigorosa para alcançar a coesão grupal. A moralidade pode ter evoluído nesses grupos de 100 a 200 pessoas como meio de controle social, resolução de conflitos e solidariedade grupal. Segundo o Dr. de Waal, a moralidade humana possui dois níveis adicionais de sofisticação que não se encontram nas sociedades de primatas.
O psicólogo Matt J. Rossano argumenta que a religião surgiu após a moralidade e se desenvolveu a partir dela, ampliando a fiscalização social do comportamento individual para incluir agentes sobrenaturais. Ao incorporar ancestrais sempre vigilantes, espíritos e deuses no âmbito social, os humanos descobriram uma estratégia eficaz para conter o egoísmo e construir grupos mais cooperativos. O valor adaptativo da religião teria aumentado a sobrevivência do grupo.  
Rossano refere-se aqui à crença religiosa coletiva e à sanção social que institucionalizou a moralidade. Segundo seu ensino, a crença religiosa individual é, portanto, inicialmente epistemológica e não ética.

## Psicologia evolutiva da religião
Cientistas cognitivos destacaram que as religiões podem ser explicadas como resultado da arquitetura cerebral que se desenvolveu precocemente no gênero Homo ao longo da história evolutiva da vida. No entanto, há discordância sobre os mecanismos exatos que impulsionaram a evolução da mente religiosa. As duas principais correntes de pensamento defendem:  
- ou que a religião evoluiu por meio da seleção natural e apresenta vantagem seletiva
- ou que a religião é um subproduto evolutivo de outras adaptações mentais.

Stephen Jay Gould via a religião, por exemplo, como uma exaptação ou um espandrel, ou seja: a religião evoluiu como subproduto de mecanismos psicológicos que se desenvolveram para outras finalidades.
Tais mecanismos podem incluir a capacidade de inferir a presença de organismos que possam causar dano (detecção de agentes), a habilidade de formular narrativas causais para eventos naturais (etiologia) e a capacidade de reconhecer que outras pessoas possuem mentes próprias com crenças, desejos e intenções (teoria da mente). Essas três adaptações (entre outras) permitem que os seres humanos imaginem agentes intencionais por trás de muitas observações que, de outra forma, seriam inexplicáveis, como trovões, relâmpagos, movimento dos planetas e a complexidade da vida.  
O surgimento da crença religiosa coletiva identificou tais agentes como deidades que padronizavam a explicação.
Alguns estudiosos sugerem que a religião está geneticamente "programada" na condição humana. Uma proposta controversa, a hipótese do gene de Deus, afirma que algumas variantes de um gene específico, o gene VMAT2, predispõem à espiritualidade.
Outra visão baseia-se no conceito do cérebro triuno: o cérebro reptiliano, o sistema límbico e o neocórtex, proposto por Paul D. MacLean. A crença religiosa coletiva apoia-se nas emoções de amor, medo e sociabilidade, estando profundamente enraizada no sistema límbico por meio do condicionamento sociobiológico e de sanções sociais. Já a crença religiosa individual utiliza a razão, baseada no neocórtex, e frequentemente difere da religião coletiva. O sistema límbico é, em termos evolutivos, muito mais antigo que o neocórtex e, portanto, mais robusto – da mesma forma que o cérebro reptiliano é mais forte que ambos, sistema límbico e neocórtex.
Outra perspectiva defende que o comportamento das pessoas que participam de uma religião faz com que elas se sintam melhor, o que melhora sua aptidão biológica, levando a uma seleção genética em favor daqueles dispostos a acreditar em uma religião. Especificamente, rituais, crenças e o contato social típico dos grupos religiosos podem acalmar a mente (por exemplo, reduzindo a ambiguidade e a incerteza decorrentes da complexidade) e permitir um funcionamento melhor sob estresse. Isso permitiria que a religião fosse empregada como um poderoso mecanismo de sobrevivência, especialmente ao facilitar o surgimento de hierarquias de guerreiros, o que, se verdade, pode explicar por que muitas religiões modernas tendem a promover a fertilidade e os laços de parentesco.
Ainda outra visão, proposta por Fred H. Previc, considera a religião humana como produto de um aumento nas funções dopaminérgicas no cérebro e de uma expansão intelectual geral iniciada há cerca de 80 mil anos (kya).  
A dopamina enfatiza a percepção de espaço e tempo distantes, o que pode estar correlacionado com experiências religiosas.
Embora as pinturas rupestres xamânicas extintas mais antigas datem de cerca de 40 mil anos, o uso de ocre para arte rupestre é anterior a esse período, havendo evidências claras de pensamento abstrato ao longo da costa da África do Sul há 80 mil anos.
Paul Bloom sugere que "certos vieses cognitivos emergentes precocemente ... tornam natural acreditar em deuses e espíritos".

## Evidências pré-históricas da religião
Embora não se saiba exatamente quando os humanos se tornaram religiosos, pesquisas em arqueologia evolutiva demonstram evidências consistentes de comportamentos religiosos/ritualísticos desde a era do Paleolítico Médio (45–200 mil anos atrás).

### Sepultamentos Paleolíticos
A evidência mais antiga do pensamento religioso baseia-se no tratamento ritual dos mortos. A maioria dos animais demonstra apenas um interesse casual pelos mortos de sua própria espécie.  
O sepultamento ritual, portanto, representa uma mudança significativa no comportamento humano. Sepultamentos rituais denotam a consciência da vida e da morte e uma possível crença na vida após a morte. Philip Lieberman afirma: "sepultamentos com pertences funerários claramente significam práticas religiosas e preocupação com os mortos que transcende a vida cotidiana."
A evidência mais antiga do tratamento dos mortos provém de Atapuerca, na Espanha. Nesse local, foram encontrados os ossos de 30 indivíduos, acreditados como pertencentes a Homo heidelbergensis, em uma vala.
Os neandertais também são candidatos a terem sido os primeiros hominídeos a enterrar intencionalmente os mortos. É possível que tenham colocado os cadáveres em sepulturas rasas, acompanhadas de ferramentas de pedra e ossos de animais. A presença desses pertences funerários pode indicar uma conexão emocional com os falecidos e, possivelmente, uma crença na vida após a morte. Locais de sepultamento neandertais incluem Shanidar (Iraque), Krapina (Croácia) e a Caverna Kebara (Israel).
O sepultamento conhecido mais antigo de humanos modernos provém de uma caverna em Israel, situada em Qafzeh. Restos humanos foram datados em 100.000 anos atrás. Esqueletos foram encontrados com marcas de ocre vermelho, e uma variedade de pertences funerários foi identificada no local; inclusive, a mandíbula de um javali selvagem foi encontrada posicionada nos braços de um dos esqueletos.  
Philip Lieberman declara:  

Os rituais funerários que incorporam pertences podem ter sido inventados pelos hominídeos anatomicamente modernos que emigraram da África para o Oriente Médio há aproximadamente 100.000 anos
Matt Rossano sugere que o período entre 80.000 e 60.000 anos atrás, após o recuo dos humanos do Levante para a África, foi crucial na evolução da religião.

### Uso de simbolismo
O uso do simbolismo na religião é um fenômeno universalmente estabelecido. O arqueólogo Steven Mithen sustenta que é comum que práticas religiosas envolvam a criação de imagens e símbolos para representar seres e ideias sobrenaturais. Como os seres sobrenaturais violam os princípios do mundo natural, há sempre dificuldade em comunicar e compartilhar conceitos sobrenaturais com os outros. Esse problema pode ser superado ancorando esses seres em forma material por meio da arte representacional. Quando transpostos para a forma material, os conceitos sobrenaturais tornam-se mais fáceis de comunicar e compreender.  
Devido à associação entre arte e religião, evidências de simbolismo no registro fóssil indicam uma mente capaz de pensamentos religiosos. A arte e o simbolismo demonstram a capacidade para o pensamento abstrato e a imaginação, necessários para construir ideias religiosas. Wentzel van Huyssteen afirma que a tradução do invisível por meio do simbolismo possibilitou aos primeiros ancestrais humanos formular crenças de forma abstrata.
Algumas das evidências mais antigas de comportamento simbólico estão associadas a sítios do Período Médio da Pedra em África. Há, pelo menos, 100.000 anos, existem evidências do uso de pigmentos, como o ocre vermelho. Os pigmentos têm pouca utilidade prática para caçadores-coletores, de modo que sua utilização é interpretada como simbólica ou ritualística. Entre as populações de caçadores-coletores existentes em diversas partes do mundo, o ocre vermelho ainda é utilizado extensivamente em rituais. Já foi argumentado que é universal entre as culturas humanas que a cor vermelha represente sangue, sexo, vida e morte.
O uso de ocre vermelho como proxy para o simbolismo é frequentemente criticado por ser demasiado indireto. Alguns cientistas, como Richard Klein e Steven Mithen, reconhecem apenas formas inequívocas de arte como representativas de ideias abstratas. A arte rupestre do Paleolítico Superior fornece algumas das evidências mais claras do pensamento religioso no Paleolítico. As pinturas rupestres em Chauvet retratam criaturas metade humanas e metade animais.

### Origens e diversificação da religião organizada
| Período (anos atrás) | Tipo de sociedade | Número de indivíduos                     |
| -------------------- | ----------------- | ---------------------------------------- |
| 100.000–10.000       | Bandos            | Dezenas–Centenas                         |
| 10.000–5.000         | Tribos            | Centenas–Milhares                        |
| 5.000–3.000          | Cheficados        | Milhares–Dezenas de milhares             |
| 3.000–1.000          | Estados           | Dezenas de milhares–Centenas de milhares |
| 2.000*–presente      | Impérios          | Centenas de milhares–Milhões             |

A religião organizada remonta à Revolução Neolítica, iniciada há 11.000 anos no Oriente Próximo, mas pode ter surgido independentemente em diversas regiões do mundo. A invenção da agricultura transformou muitas sociedades humanas de um estilo de vida de caçadores-coletores para um modo de vida sedentário. A Revolução Neolítica ocasionou uma explosão populacional e acelerou o ritmo do desenvolvimento tecnológico. A transição dos bandos de forrageamento para estados e impérios precipitou formas mais especializadas e desenvolvidas de religião, refletindo o novo ambiente social e político. Enquanto bandos e pequenas tribos possuem crenças sobrenaturais, essas crenças não servem para justificar uma autoridade central, a transferência de riqueza ou a manutenção da paz entre indivíduos não relacionados.
A religião organizada surgiu como meio de proporcionar estabilidade social e econômica através dos seguintes mecanismos:
- Justificar a autoridade central, que, por sua vez, detinha o direito de cobrar impostos em troca da prestação de serviços sociais e de segurança.
- Bandos e tribos consistem de um pequeno número de indivíduos relacionados. Estados e nações são compostos por muitas milhares de indivíduos não relacionados. Jared Diamond defende que a religião organizada serviu para criar vínculos entre indivíduos não relacionados que, de outra forma, seriam mais propensos à inimizade. Em seu livro Armas, Germes e Aço, argumenta que a principal causa de morte em sociedades de caçadores-coletores é o homicídio.[63]
- Religiões centradas em deuses moralizadores podem ter facilitado o surgimento de grandes grupos cooperativos de indivíduos não relacionados.[64]

Os estados surgidos a partir da Revolução Neolítica, como os do Antigo Egito e da Mesopotâmia, eram teocracias, em que chefes, reis e imperadores exerciam funções duplas de liderança política e espiritual.  
Antropólogos descobriram que praticamente todas as sociedades estatais e chefia em todo o mundo justificam o poder político por meio da autoridade divina. Isso sugere que a autoridade política se apropria da crença religiosa coletiva para se fortalecer.

### Invenção da escrita
Após a Revolução Neolítica, o ritmo do desenvolvimento tecnológico (evolução cultural) intensificou-se com a invenção da escrita há 5.000 anos. Símbolos que mais tarde se converteram em palavras possibilitaram a comunicação eficaz de ideias. A invenção da imprensa, ocorrida há pouco mais de mil anos, acelerou rapidamente a comunicação e tornou-se o principal motor da evolução cultural.
A escrita é tida como tendo sido inventada primeiramente na Suméria ou no Antigo Egito, e foi inicialmente utilizada para a contabilidade. Pouco depois, passou a ser empregada para registrar mitos. Os primeiros textos religiosos marcam o início da história religiosa. Os Textos das Pirâmides do Antigo Egito constituem um dos mais antigos textos religiosos conhecidos, datando de aproximadamente 2400 a 2300 a.C.
A escrita desempenhou um papel fundamental na sustentação e difusão da religião organizada. Em sociedades pré-letradas, as ideias religiosas baseavam-se em uma tradição oral, articulada por xamãs e limitada à memória coletiva dos membros. Com o advento da escrita, informações difíceis de serem memorizadas podiam ser facilmente armazenadas em textos sagrados mantidos por um grupo seleto (clero). Os humanos passaram a armazenar e processar grandes quantidades de informação, que de outra forma seriam esquecidas. Assim, a escrita possibilitou o desenvolvimento de sistemas doutrinários coerentes e abrangentes, independentes do tempo e do espaço.  
A escrita também trouxe uma medida de objetividade ao conhecimento humano. A formulação de pensamentos em palavras e a exigência de validação possibilitaram a troca mútua de ideias e a distinção entre ideias geralmente aceitáveis e inaceitáveis. As ideias geralmente aceitas tornaram-se conhecimento objetivo, refletindo o arcabouço em constante evolução da consciência humana da realidade, o que Karl Popper chama de "verossimilhança" – uma etapa na jornada humana rumo à verdade.